# Eriophora biapicata
Eriophora biapicata là một loài nhện trong họ Araneidae.
Loài này thuộc chi Eriophora. Eriophora biapicata được Ludwig Carl Christian Koch miêu tả năm 1871.